# Гай Рубеллий Бланд
Гай Рубе́ллий Бланд (лат. Gaius Rubellius Blandus; умер, предположительно, после 38 года, Римская империя) — древнеримский сенатор из плебейского рода Рубеллиев, консул-суффект Империи с августа по декабрь 18 года. Спустя какое-то время назначен проконсулом Африки. Внук Рубеллия Бланда из Тибура, эквита, известного как преподавателя риторики. Супруг внучки императора Тиберия Юлии Друзы.

## Происхождение
Известно, что Бланд происходил из Тибура, располагавшегося в окрестностях Лациума. По одной из версий, дед Гая Рубеллия, предположительно, носивший преномен Луций, мог приходиться братом некоему Гаю Рубеллию, публикану в Африке, упоминающемуся в переписке Марка Туллия Цицерона. Отец же Бланда, которого, вероятно, звали Гаем, первым из Рубеллиев благодаря протекции Октавиана Августа сумел достичь курульных магистратур, став проконсулом Киренаики.
Предположительно, младшим братом Гая Рубеллия мог быть ординарный консул 29 года Луций Рубеллий Гемин.

## Биография
Как первый член семьи, ставший сенатором, Бланд считался homo novus, что неоднократно отрицательно влияло на его карьеру. Его cursus honorum задокументирован в нескольких надписях, найденных в Северной Африке. Согласно им, Гай Рубеллий начал свою гражданскую карьеру квестором на службе у императора Августа. Позднее занимал две традиционных республиканских магистратуры: в 6 году Гай являлся плебейским трибуном, а в 11 году — претором. С августа по декабрь 18 года он исполнял обязанности консула-суффекта. В 20 году Бланд был вовлечён в судебное преследование Эмилии Лепиды, дочери Марка Эмилия Лепида Младшего, которое закончилось для неё лишением воды и огня по приказу Тиберия.
Первичные источники не согласны с тем, что Бланд был принят в престижную коллегию понтификов, будь то до или после его консульства; одна надпись перечисляет его раньше, а две — потом. Марта Хоффман-Льюис отмечает, что Бланд, «вероятно, получил священство поздно из-за своего низкого происхождения». Несмотря на своё прошлое, Бланд смог достигнуть вершины успешной сенаторской карьеры, став проконсулом Африки (в 35 или 36 году). По возвращении в Рим Бланд был избран в качестве одного из четырёх членов комиссии для оценки ущерба, нанесённого пожаром в Риме.
Помимо того, Рубеллий наряду с Гаем Невием Капеллой, Луцием Валерием Катуллом и Публием Бетилиеном Бассом был последним монетарием, оставившим своё имя на монетах; Г. Маттингли относит их исчезновение к 4 году до н. э., считая, что упоминание мелких магистратов стало излишним. С этого момента монеты более не дают сведений о должности монетария в Риме и провинциальных дворах, несмотря на то, что эта должность сохраняется до середины III века.

## Семья и потомки
В 33 году Бланд женился на Юлии Друзе. Несмотря на достижения Бланда на государственном поприще, брак считался социальной катастрофой; Тацит включил его в список «многих печалей, опечаливших Рим», который, в основном, состоял из перечисления смертей разных известных людей. Британский историк Рональд Сайм идентифицирует реакцию своего древнеримского коллеги как «тон и чувства человека, порабощённого классами и рангами». Юлия была дочерью Ливиллы и Юлия Цезаря Друза и, таким образом, приходилась внучкой императору Тиберию. В браке родилось не менее двух детей: сын, Рубеллий Плавт, в 62 году казнённый Нероном за участие в заговоре против него, и дочь, Рубеллия Басса, позже вышедшая замуж за Октавия Лената, дядю будущего императора Нервы. Однако существует теория, что Рубеллия Басса — дочь Бланда от предыдущего брака. Ювенал в своих «Сатирах» упоминает ещё одного сына Юлии, которого также звали Гай Рубеллий Бланд . Также упоминается, что Юлия имела ещё одного сына — некоего Рубеллия Друза, умершего до своего третьего дня рождения.